# Idioma guugu yalandji
Guugu Yalandji (Kuku-Yalanji) es una lengua aborigen australiana de Queensland. Es el idioma tradicional del pueblo kuku yalanji. A pesar de los conflictos entre el pueblo Kuku Yalanji y los colonos británicos en Queensland, el idioma Kuku Yalanji tiene un buen número de hablantes, y ese número va en aumento. Aunque el idioma está amenazado, el uso del idioma es vigoroso y los niños lo están aprendiendo en las escuelas. Todas las generaciones de hablantes tienen actitudes lingüísticas positivas. Los Kuku Yalanji todavía practican su religión tradicional y tienen ricas tradiciones orales. Mucha gente de la comunidad Kuku Yalanji también habla inglés. 100 hablantes de Kuku Yalanji pueden leer y escribir en Kuku Yalanji.

## Fonología

### Vocales
Kuku-Yalanji usa el típico sistema de tres vocales, /a, u, i/, usado en otros idiomas aborígenes australianos.

### Consonantes
Esta tabla utiliza la ortografía estándar utilizada tanto por los lingüistas como por la comunidad de hablantes. Los sonidos de parada pueden oscilar entre liberaciones con y sin voz. Cuando la ortografía difiere de la representación IPA, la ortografía está en negrita.
|             | Labial    | Alveolar  | Retrofleja | Palatal   | Velar     |
| ----------- | --------- | --------- | ---------- | --------- | --------- |
| Oclusiva    | b /p ~ b/ | d /t ~ d/ |            | j /c ~ ɟ/ | g /k ~ ɡ/ |
| Nasal       | /m/       | /n/       |            | ny /ɲ/    | 'ng /ŋ/   |
| Aproximante | /w/       | /l/       | r /ɻ/      | y /j/     |           |
| Vibrante    |           | rr /r/    |            |           |           |